# Neoirichohalticella
Neoirichohalticella is een geslacht van vliesvleugeligen uit de familie van de bronswespen (Chalcididae). De wetenschappelijke naam van dit geslacht werd voor het eerst geldig gepubliceerd in 2006 door T. C. Narendran.

## Soorten
Het geslacht Neoirichohalticella is monotypisch en omvat slechts de volgende soort:
- Neoirichohalticella sringeriensis Narendran, 2006